# Engelbert Schaufler
Engelbert Schaufler (* 11. November 1941 in Steinakirchen am Forst; † 20. November 2000 in Wien) war ein österreichischer Politiker (ÖVP) und Gewerkschaftssekretär. Er war zwischen 1993 und 2000 Mitglied des Österreichischen Bundesrates.

## Ausbildung und Beruf
Schaufler besuchte zwischen 1947 und 1951 die Volksschule und wechselte danach von 1951 bis 1955 an eine Hauptschule. Er arbeitete in der Folge von 1955 bis 1963 in der elterlichen Landwirtschaft mit und absolvierte zwischen 1956 und 1957 eine landwirtschaftliche Berufsschule. 1963 wurde er Kraftfahrer und Betriebsratsvorsitzender der Arbeiter im Raiffeisenlagerhaus Gramatneusiedl, wobei er diesen Beruf bis 1980 ausübte und daneben von 1989 bis 1979 die Sozialakademie besuchte. Er wechselte 1980 als Angestellter in die Rechtsabteilung der Gewerkschaft der Privatangestellten und wurde 1981 Sekretär in der Gewerkschaft Agrar-Nahrung-Genuß. Schaufler arbeitete bis zu seinem Tod als Gewerkschaftssekretär.

## Politik und Funktionen
Schaufler begann seine politische Karriere als Berufsvertreter in der Niederösterreichischen Landarbeiterkammer, der er zwischen 1977 und 1987 als Kammerrat angehörte. Zwischen 1987 und 2000 hatte er dort das Amt des Landarbeiterkammer-Präsidenten inne. Zudem war er von 1987 bis 2000 Vorsitzender des Österreichischen Landarbeiterkammertages. Daneben war Schaufler als Gewerkschaft aktiv, wobei er von 1981 bis 1990 als Vorsitzender-Stellvertreter der Gewerkschaft Land-Forst-Garten wirkte. Er war zudem von 1990 bis 2000 Mitglied des Vorstandes der Gewerkschaft Agrar-Nahrung-Genuß und im Zeitraum von 1991 bis 2000 Mitglied des Präsidiums der Gewerkschaft Agrar-Nahrung-Genuß. Des Weiteren war er zwischen 1991 und 2000 Bundesvorsitzender-Stellvertreter der Fraktion Christlicher Gewerkschafter im Österreichischen Gewerkschaftsbund.
Lokalpolitisch war Schaufler zwischen 1980 und 1990 als Mitglied des Gemeinderates der Stadtgemeinde Schwechat aktiv, danach wirkte er von 1990 bis 1996 als Stadtrat. Zudem hatte er von 1992 bis 2000 die Funktion eines Teilbezirksobmanns des ÖAAB Bezirk Schwechat inne. Er vertrat die ÖVP zwischen dem 9. Juli 1993 und dem 20. November 2000 im Bundesrat, wobei er ab dem 20. November 1997 auch Ordner gewesen war.

## Auszeichnungen
- Silbernes Komturkreuz des Ehrenzeichens für Verdienste um das Land Niederösterreich